# Шаніка Рікеттс
Шаніка Рікеттс (англ. Shanieka Ricketts, дошлюбне прізвище — Томас (англ. Thomas), нар. 2 лютого 1992) — ямайська легкоатлетка, яка спеціалізується у потрійному стрибку.

## Спортивні досягнення
Срібна олімпійська призерка з потрійного стрибку (2024).
Фіналістка (4-е місце) олімпійських змагань з потрійного стрибку (2021). Учасниця олімпійських змагань з потрійного стрибку на Іграх-2016, де пройшла далі кваліфікаційного раунду.
Дворазова срібна призерка чемпіонатів світу (2019, 2022).
Дворазова чемпіонка Північної і Центральної Америки та країн Карибського басейну (2015, 2018).
Срібна призерка Панамериканських ігор (2019).
Чемпіонка (2022) та срібна призерка (2018) Ігор Співдружності.
Багаторазова чемпіонка Ямайки з потрійного стрибку.